# Handzeichen (Recht)
Handzeichen (abgekürzt „Hz.“) ist der Rechtsbegriff für alle von natürlichen Personen stammenden eigenhändigen Namenszeichen, die nicht als Unterschrift gelten, sondern als erkennbar abgekürzte Form des Namens.

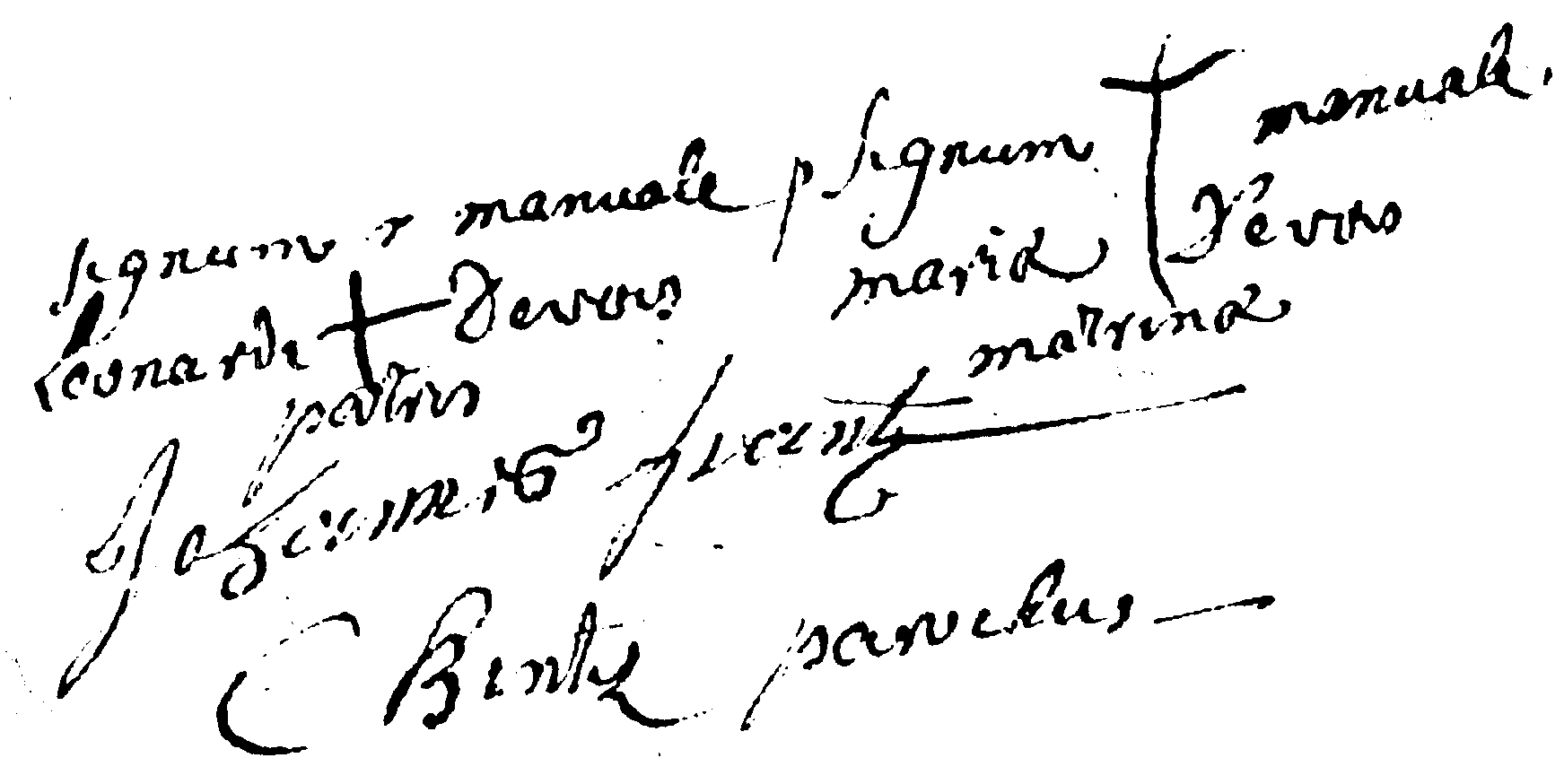
Eintrag einer Taufe im Kirchenbuch von Schwerdorff vom 14. Mai 1770, bei dem die schreibunkundigen Eltern das sprichwörtliche „Kreuz“ als Handzeichen machten, was durch die Unterschrift des Pfarrers beglaubigt wurde

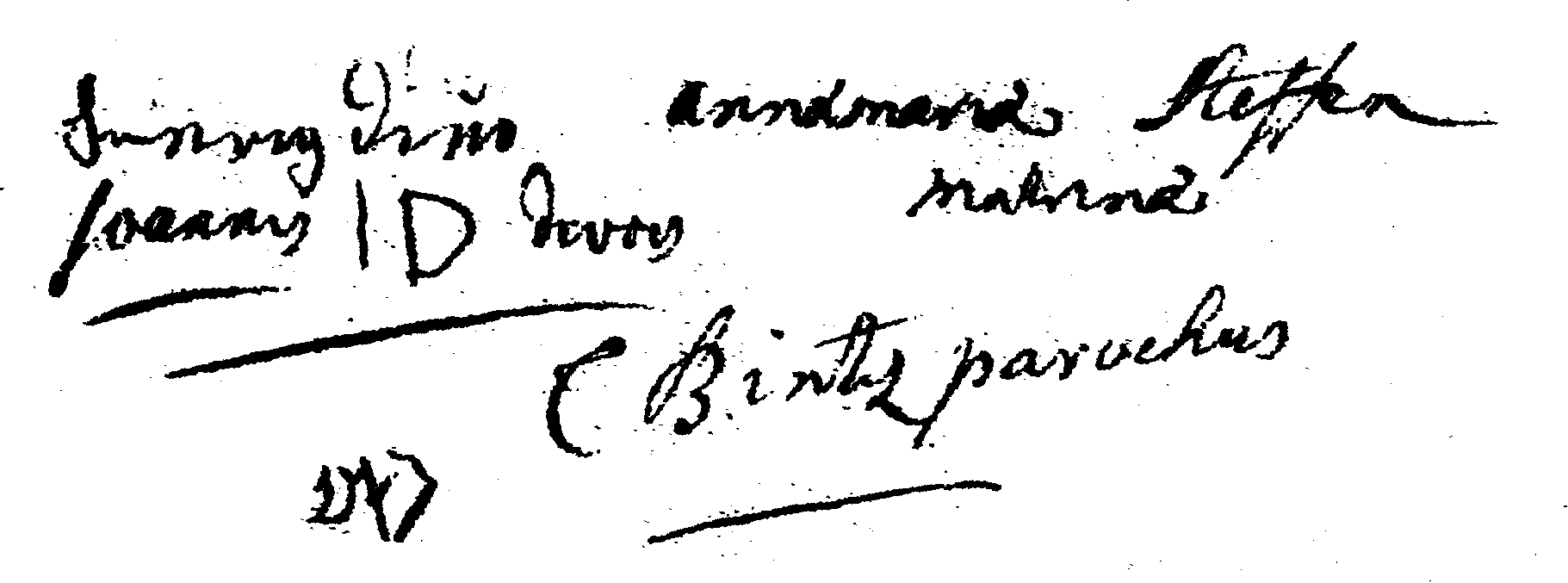
Im gleichen Kirchenbuch ein Eintrag vom 9. Februar 1772, bei dem sich der Vater Ioannis Devois mit seinen Initialen „ID“ verhandzeichnete

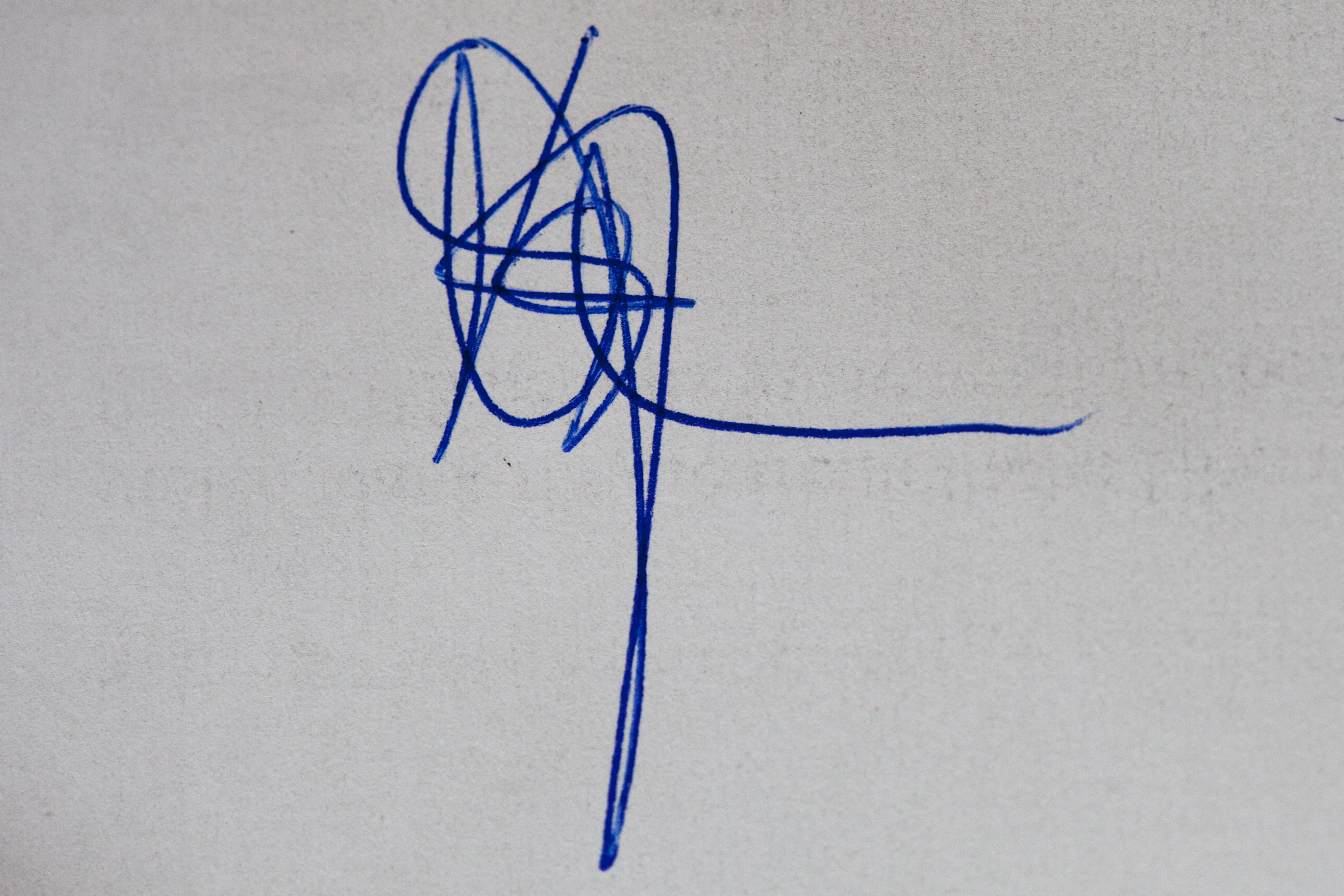
Unleserliches Handzeichen

## Allgemeines
Die Unterscheidung zwischen einem einfachen Handzeichen und einer vollständigen Namensunterschrift ist im Rechtsverkehr von Bedeutung, weil lediglich die Unterschrift zu rechtsverbindlichen Willenserklärungen, Verträgen, Schriftstücken oder Urkunden führt, sofern durch Gesetz die Schriftform nach § 126 BGB verlangt wird. Maßgebend ist bei der Unterscheidung der Empfängerhorizont. Diese Unterscheidung fällt Dritten nicht immer leicht, da sehr individuelle Schriftbilder manchmal die Abgrenzung erschweren. Ob ein Schriftgebilde eine Unterschrift oder lediglich ein Handzeichen (Abkürzung, Paraphe) darstellt, beurteilt sich nach dem äußeren Erscheinungsbild. Dabei ist ein großzügiger Maßstab anzulegen, sofern die Autorenschaft gesichert ist. Wer nicht seinen vollen Namen unter ein Schriftstück setzt und durch das äußere Erscheinungsbild verdeutlicht, dass die Schriftzeichen nicht als volle Unterschrift gemeint waren, der verwendet eine bewusste und gewollte Namensabkürzung.

## Rechtsfragen (Deutschland)
Aus diesem Grunde hat der Bundesgerichtshof in einer Vielzahl von Urteilen zu Einzelfällen Stellung genommen und Abgrenzungshilfen geschaffen. Das Handzeichen hat sich dadurch zu einer Negativauslese von allen Schriftgebilden entwickelt, die von der Rechtsprechung nicht als Unterschrift anerkannt wurden. Bei der Schriftform wird in § 126 Abs. 1 BGB verlangt, dass Urkunden vom Aussteller eigenhändig durch Namensunterschrift oder notariell beglaubigtem Handzeichen (§ 40 Beurkundungsgesetz) unterzeichnet werden müssen. Bei bloßen Handzeichen ist somit die Schriftform einer Urkunde nur gewahrt, wenn sie notariell beglaubigt sind. Damit ist die Unterscheidung zwischen Unterschrift und Handzeichen bereits durch materielles Recht vorgegeben. Erst im Alltag stellt sich heraus, zu welcher Kategorie das jeweilige Schriftgebilde gehört.
So ist eine „nahezu senkrecht verlaufende Linie mit feinem Aufstrich und kurzem wellenförmigem Auslauf“ nach ihrem Erscheinungsbild keine Unterzeichnung mit dem vollen Namen, sondern ein Handzeichen. Ebenso Handzeichen sind lediglich der Vorname, Anfangsbuchstaben hiervon oder vom Nachnamen und Schriftzeichen ohne erkennbare Buchstaben. Ist nicht die Absicht zu erkennen, eine volle Unterschrift zu leisten, sondern das Schriftstück mit einem abgekürzten Handzeichen zu versehen, ist von einem Handzeichen auszugehen. Die „drei Kreuzchen“ können von jeder beliebigen Person stammen und sind deshalb für eine Identifizierung des Urhebers ungeeignet.
Bei Vorsorgevollmachten und Betreuungsverfügungen ist die Beglaubigung des Handzeichens auch durch die Urkundsperson der Betreuungsbehörde (§ 7 Abs. 1 BtOG) ausreichend. Diese erfüllt den Charakter der öffentlichen Beglaubigung.
Der Ortsgerichtsvorsteher nach dem hessischen Ortsgerichtsgesetz ist allerdings nur zur öffentlichen Beglaubigung von Unterschriften, nicht aber von Handzeichen, berechtigt. Letzteres gilt auch für die öffentliche Beglaubigung aufgrund des rheinland-pfälzischen Landesbeglaubigungsgesetz.
Zur Handzeichenbeglaubigung sind (im Ausland) außerdem deutsche Konsularbeamte berechtigt (§ 10 Abs. 1 Nr. 2 Konsulargesetz).

## Rechtsfolgen
Dass ein Handzeichen keine formgültige Unterschrift darstellt, ist gefestigte Rechtsprechung des BGH. Überall dort, wo eine vollständige Namensunterschrift verlangt wird, genügt deshalb ein Handzeichen nicht. Für ein Handzeichen gilt nicht die (widerlegbare) Vermutung des § 440 Abs. 2 ZPO, dass es sich um eine echte Urkunde handelt, und auch nicht die Beweisregel des § 416 ZPO. Wer nur mit einem Handzeichen markieren kann, gilt als schreibunfähig im Sinne von § 25 BeurkG, sodass beim Vorlesen und der Genehmigung ein Zeuge oder ein zweiter Notar hinzugezogen werden muss. Handzeichen ohne notarielle Beglaubigung erfüllen nicht das Schriftformerfordernis nach § 126 BGB und führen zu ungültigen Verträgen. Das bloße Handzeichen genügt auch nicht für eine Quittung im Sinne von § 368 BGB.